# Via Fillungo
Via Fillungo è la strada principale del centro di Lucca. La via, lunga 700 metri e larga 10, all'interno delle mura, è uno dei simboli più rappresentativi della città, centro delle attività turistiche, commerciali e artigianali dei lucchesi.

## Origine del nome
Il nome "Fillungo" deriva probabilmente da Fillongo in Garfagnana, dove la famiglia Falabrina, che in via Fillungo aveva le sue case, esercitava il suo diritto di feudo. Nel tempo il nome "Fillongo" si è modificato fino ad arrivare a metà dell'Ottocento all'attuale Fillungo che tende a richiamare anche la forma della via, che si estende lunga e dritta.

## Percorso
Via Fillungo inizia il suo corso da una porta delle antiche mura di Lucca denominata Porta dei Borghi, nei pressi di Piazza Santa Maria fino ad arrivare al Canto d'arco, un quadrivio tra Via Roma, Via Fillungo, Via Santa Croce e Via Cenami. Essa anticamente era suddivisa in tre tronconi:
- Il primo tratto, detto Via Grande (o via Porta Santa Maria di Borgo), iniziava dal Porta dei Borghi e giungeva sino all'incrocio con Via Mordini (già Via Nuova). In questo tratto si allarga prima a destra verso piazza San Frediano, aprendo il panorama verso il mosaico sulla facciata della Basilica di San Frediano. Poi, subito a seguire sulla sinistra, costeggia l'Anfiteatro con le costruzioni abitative che ne costituiscono le pareti e i tipici mercatini interni.
- Il secondo tratto detto Pantera procede dall'incrocio di Via Mordini sterzando leggermente a sinistra, fino a Piazza dei Mercanti. Qui è possibile identificare il più antico teatro di Lucca, poi trasformato in cinema (il "Cinema Pantera") e infine adibito a profumeria.
- Il terzo tratto infine era chiamato anche in origine via Fillungo e indicava la sezione che conduce da piazza dei Mercanti al Canto d'arco. In questo tratto si incontra la Torre delle ore, la casa Barletti-Baroni, dove ha abitato Dante durante il suo esilio a Lucca, e la chiesa di San Cristoforo, attualmente sconsacrata e sede di mostre e attività laiche[2].

## Epoca Romana
Via Fillungo rappresenta parte dell'originaria struttura romana per l'urbanistica viaria. Il terzo tratto di via Fillungo fa parte dell'antico cardo in direzione nord-sud, insieme al suo naturale proseguimento di via Cenami. Fanno parte invece dell'antico decumano, in direzione ovest-est, la perpendicolare al cardo, individuabile in via San Paolino, via Roma e via Santa Croce, sino a via Elisa, che però è di recente realizzazione.